# 三民主义同志联合会
三民主义同志联合会，简称民联，是八年抗戰後，中国国民党内一部分反对蒋介石的人士而组成的政党组织。1945年10月28日在中國重庆成立，由谭平山等发起。该黨核心為三民主义，主张国民党立即自动结束党治，各民主黨派一律平等，建立举国一致的民主联合政府；实行民生主义的计划经济，节制私人资本，发展国家资本，平均地权；保障人民的基本自由；軍隊國家化等。

## 歷史
民联中央设中央临时干事会和临时监察会，各地设分会。该会成立后，积极参加反对蒋介石内战独裁政策和争取和平民主的爱国民主运动。在政治协商会议召开期间。1946年春，设立政治会议，促进国民党民主派之间的团结。同年10月11日，民联上海分会发表《我们对于时局的主张》，以「停战第一，和平第一」作为解决时局的唯一前提。
1947年2月，在上海举行第四次政治会议，明确指出：「国民党中的反动分子，在1927年背叛了革命，建立了反动统治，抗战胜利后，又勾结美帝国主义发动了空前规模的内战。会议进而呼吁：国民党内爱国民主力量团结起来，组成一支争取和平民主的生力军，同工农群众结成民主联合阵线。会议要求将来进行政治协商时，应有国民党民主派参加。」
1948年1月1日，与中国国民党民主促进会及其他国民党民主派代表在香港发起组织中国国民党革命委员会，并继续保持民联组织的独立活动。1948年5月5日，与其他民主党派和无党派人士代表联名致电，支持中国共产党关于召开新的政治协商会议和成立民主联合政府的号召。
1949年1月，宣布接受中国共产党的领导，以繼續進行革命行動。同年9月21日，曾派代表出席中国人民政治协商会议第一届全体会议，参与制定共同纲领和选举中央人民政府。其重要成员为谭平山、柳亚子、王昆仑、陈铭枢、郭春涛、杨杰、朱蕴山、许宝驹、于振瀛、马寅初等。先后创有《民联》和《民潮》等刊物。民联的成立使得除國民黨之外的中國國內政黨联合奠定了一定的基础。
1949年11月，中国国民党民主派召开第二次代表会议，决定将民革、民联、民促统一为一个组织——中国国民党革命委员会。民联同时宣布结束。